# Filmwaage
Eine Filmwaage (auch Langmuir-Trog oder Pockels-Langmuir-Waage) ist ein Gerät zur Herstellung und Untersuchung zweidimensionaler unlöslicher Monoschichten amphiphiler Moleküle (Langmuir-Film).

## Aufbau
Für spezielle Anwendungen sind Filmwaagen mit unterschiedlicher Ausstattung kommerziell erhältlich. Die klassische Filmwaage besteht aus folgenden Hauptbestandteilen.

### Trog
Hauptbestandteil einer Filmwaage ist der rechteckige, temperierte und mit einer Flüssigkeit, meist Wasser, gefüllte Trog. Da stark hydrophob und chemisch inert, wird üblicherweise Polytetrafluorethylen (PTFE) als Material für den Trog verwendet. Seltener kommen Glas- oder Metalltröge zum Einsatz, die mit PTFE beschichtet sind.

### Barriere
Analog einem zweidimensionalen Kompressionskolben wird die für die Monoschicht zur Verfügung stehende Fläche A über eine Barriere variiert, die die Grenzfläche Flüssigkeit/Luft berührt und entlang der Wände des Troges bewegt werden kann. Wie der Trog besteht diese ebenfalls meist aus PTFE.

### Drucksensor
Die Messung der Oberflächenspannung der Langmuir-Schicht wird meist über einer Wilhelmy-Platte durchgeführt. Aufgenommen wird das Verhältnis Oberflächenspannung bzw. Filmdruck zur Fläche der Monoschicht bzw. Oberflächenkonzentration der Monoschicht-Moleküle.

## Verwendung
Die Filmwaage findet Verwendung in der Untersuchung folgender Themen:
- Biomembranen: Monoschichten aus diversen Lipiden und Membranproteinen stellen ein vereinfachtes Modell zur Untersuchung von Eigenschaften von Zellmembranen dar.[1]
- Oberflächenchemie: Adsorptions- und Desorptionsvorgänge können untersucht, Biosensoren und enzymatische/immunologische Reaktionen an Oberflächen verfolgt werden.
- Oberflächenbeschichtung: Untersuchung und Herstellung neuartiger organischer/anorganischer Oberflächenbeschichtungen von beispielsweise Nanotubes, Nanowires oder Graphene.
- Tenside und Kolloide: Untersuchung von Schaumbildung- und Stabilität, Emulsion, Dispersion sowie Kolloidstabilität.
- Dünnschichtrheologie

## Geschichte
Das anomale Verhalten der Oberfläche von Abwaschwasser beobachtete 1880 die damals 18-jährige Autodidaktin Agnes Pockels und konzipierte zur Untersuchung dieses Phänomens 1882 eine „Schieberinne“. Über ihre Entdeckung berichtete sie 1890 John William Strutt, 3. Baron Rayleigh, in einem Brief, der dessen Veröffentlichung 1891 in der Zeitschrift Nature veranlasste. Pockels „Schieberinne“ erweiterte und verfeinerte Irving Langmuir zur Langmuir-Waage, der 1932 „für seine Entdeckungen und Untersuchungen in der Oberflächenchemie“ einen Nobelpreis erhielt.